# Средно училище „Козма Тричков“
„Козма Тричков“ е средно училище в град Враца. 
Построено е през 1894 година и носи името на родения във Враца дарител и общественик Козма Тричков. Той дарява средства за издръжка на началните училища във Враца. В известна степен училището е приемник на първото светско училище в града, открито през 1822 година от Константин Огнянович.
Училището е член на националната програма „Иновации в действие“. В началото на XXI век, освен по основните предмети, в училището се извършва и интегрирано обучение на деца със специални образователни потребности.
В училището е сниман филма „Момчето си отива“ през 1972 г.